# Chris Sørensen (fodboldspiller, født 1977)
 Der er flere personer med dette navn, se Chris Sørensen.
Chris Sørensen (født 27. juli 1977 i Randers) er en tidligere dansk professionel fodboldspiller, der spillede for Vejle Boldklub, OB, Randers FC og Vendsyssel FF.

## Karriere
Inden han i 2012 skiftede til sin hjemby Randers, spillede han en del sæsoner i OB, hvor han blandt andet var anfører. Han debuterede for OB 14. marts 2004 mod FC Midtjylland, en kamp OB vandt med cifrene 4-0. Han har tidligere spillet for Randers KFUM, Randers Freja og Vejle BK. Chris Sørensen er primært forsvarsspiller, især venstre back, men kan også spille andre pladser.
Han blev i 2006 udtaget af landstræner Morten Olsen til Ligalandsholdstruppen. 17. oktober 2007 fik han sin debut på A-Landsholdet i en kvalifikationskamp til EM i fodbold 2008 mod Letland.
Han spillede sin sidste kamp i karrieren og for Vendsyssel FF d. 4 Juni 2017. Den sidste kamp var mod AC Horsens, og var finalen om hvilket af de to hold der skulle deltage i Alka Superligaens næste sæson, her tabte han og Vendsyssel FF 3-1.